# Djurgårdens IF Fotboll 2022

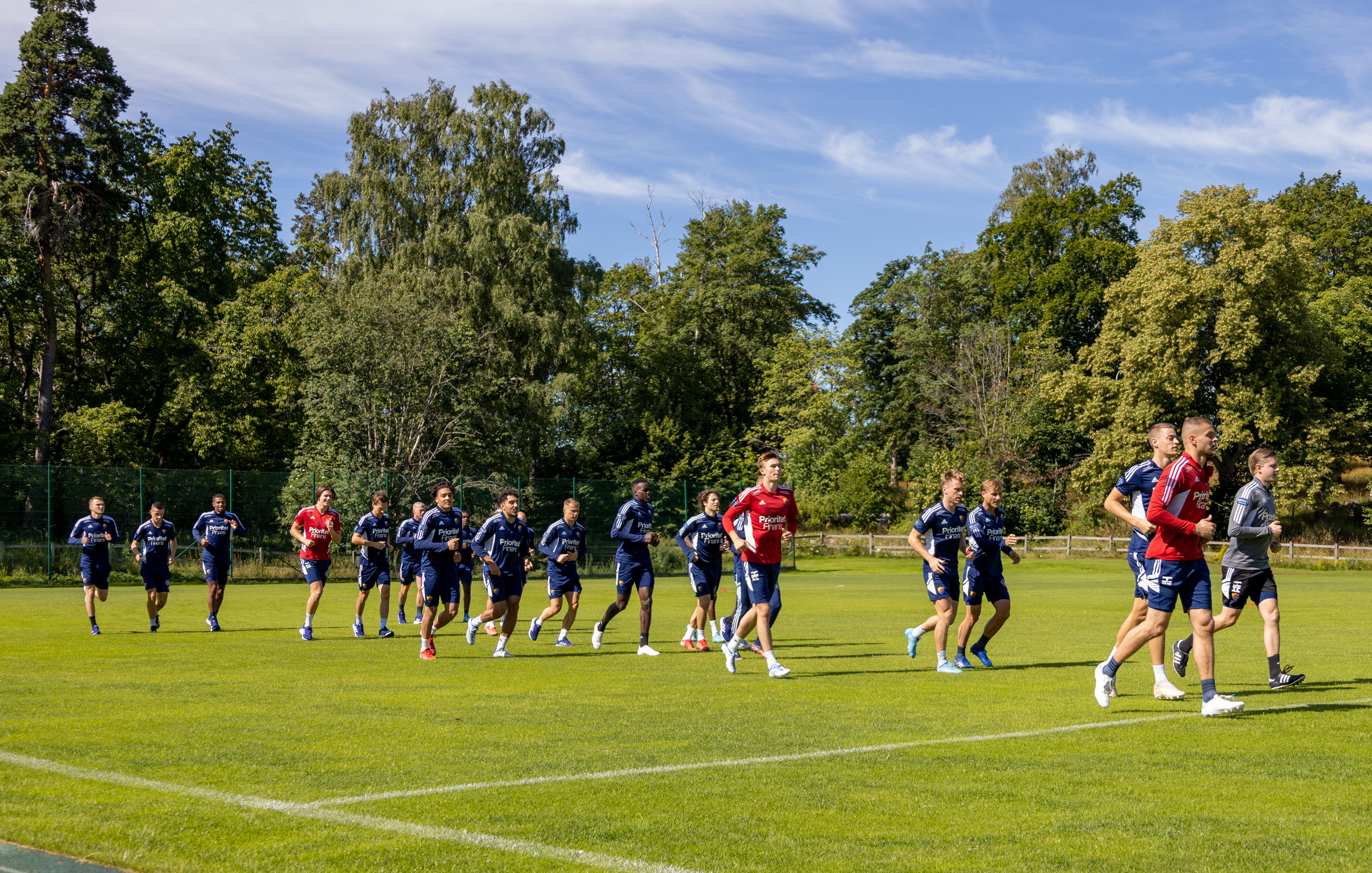
Träning för 2022 års trupp på Kaknäs IP.

Djurgårdens herrlag i fotboll tävlade under säsongen 2022 i Allsvenskan, Svenska cupen samt Conference League.

## Truppen

### A-laget
Truppen aktuell per den: 24 september 2022.
| Nat      | Tränare         | Position                 | Född             | I DIF sedan | Kontrakt till | Kom från       |
| -------- | --------------- | ------------------------ | ---------------- | ----------- | ------------- | -------------- |
| Sverige  | Kim Bergstrand  | Huvudtränare             | 18 april 1968    | 2019        | 2023-12-31    | IK Sirius      |
| Sverige  | Thomas Lagerlöf | Huvudtränare             | 15 november 1971 | 2019        | 2023-12-31    | IK Sirius      |
| Sverige  | Hugo Berggren   | Assisterande tränare/U21 | 13 december 1992 | 2016        |               | Djurgårdens IF |
| Grekland | Nikos Gkoulios  | Målvaktstränare          | 7 augusti 1977   | 2017        |               | IK Frej        |

| Nr | Nat      | Spelare                     | Position    | Född              | Längd  | I DIF sedan                     | Kontrakt till | Kom från                  | Moderklubb                | Ligamatcher | Mål |
| -- | -------- | --------------------------- | ----------- | ----------------- | ------ | ------------------------------- | ------------- | ------------------------- | ------------------------- | ----------- | --- |
| 15 | Ryssland | Aleksandr Vasjutin          | Målvakt     | 4 mars 1995       | 190 cm | 2021                            | 2022-12-31    | FK Zenit Sankt Petersburg | FK Zenit Sankt Petersburg | 12          | 0   |
| 35 | Sverige  | Jacob Widell Zetterström    | Målvakt     | 11 juli 1998      | 197 cm | 2019 (sabbatsår 2020)           | 2025-12-31    | IFK Lidingö               | Djurgårdens IF            | 47          | 0   |
| 40 | Sverige  | André Picornell             | Målvakt     | 3 april 2004      | 188 cm | 2022                            | 2023-12-31    | IF Brommapojkarna         | IF Brommapojkarna         | 0           | 0   |
| 2  | Sverige  | Piotr Johansson             | Back        | 28 februari 1995  | 185 cm | 2022                            | 2025-12-31    | Kalmar FF                 | Skurups AIF               | 28          | 9   |
| 3  | Sverige  | Hjalmar Ekdal               | Back        | 21 oktober 1998   | 188 cm | 2021                            | 2024-12-31    | Hammarby IF FF            | IF Brommapojkarna         | 50          | 7   |
| 4  | Sverige  | Jesper Löfgren              | Back        | 3 maj 1997        | 193 cm | 2021                            | 2024-12-31    | SK Brann                  | Halltorps IK              | 45          | 1   |
| 5  | Sverige  | Elliot Käck                 | Back        | 18 september 1989 | 173 cm | 2019 (och 1995-2008, 2015-2017) | 2023-12-31    | IK Start                  | Djurgårdens IF            | 161         | 1   |
| 19 | Sverige  | Pierre Neurath Bengtsson    | Back        | 12 april 1988     | 177 cm | 2022                            | 2023-12-31    | FC Köpenhamn              | IFK Kumla                 | 17          | 0   |
| 33 | Sverige  | Marcus Danielson            | Back        | 8 april 1989      | 192 cm | 2022* (och 2018-2020)           | 2025-12-31    | GIF Sundsvall             | Skogstorps GoIF           | 65          | 7   |
| 6  | Finland  | Rasmus Schüller             | Mittfältare | 18 juni 1991      | 178 cm | 2021                            | 2025-12-31    | HJK Helsingfors           | FC Kasiysi                | 49          | 1   |
| 7  | Sverige  | Magnus Eriksson (lagkapten) | Mittfältare | 8 april 1990      | 180 cm | 2020* (och 2016-2017)           | 2025-12-31    | San Jose Earthquakes      | AIK FF                    | 118         | 28  |
| 8  | Sverige  | Elias Andersson             | Mittfältare | 31 januari 1996   | 178 cm | 2021                            | 2023-12-31    | IK Sirius                 | Hässleholms IF            | 27          | 2   |
| 9  | Sverige  | Haris Radetinac             | Mittfältare | 28 oktober 1985   | 187 cm | 2013*                           | 2022-12-31    | Mjällby AIF               | Novi Pazar                | 200         | 19  |
| 11 | Albanien | Albion Ademi                | Mittfältare | 19 februari 1999  | 173 cm | 2021                            | 2024-12-31    | IFK Mariehamn             | TPS Åbo                   | 11          | 0   |
| 12 | Zambia   | Emmanuel Banda              | Mittfältare | 29 september 1997 | 178 cm | 2020                            | 2022-12-31    | KV Oostende               | Nchanga Rangers           | 57          | 9   |
| 13 | Sverige  | Hampus Finndell             | Mittfältare | 6 juni 2000       | 177 cm | 2018                            | 2024-12-31    | FC Gröningen              | IF Brommapojkarna         | 56          | 8   |
| 14 | Sverige  | Besard Sabovic              | Mittfältare | 5 januari 1998    | 186 cm | 2022* (och 2015-2019)           | 2024-12-31    | FK Chimki                 | IF Brommapojkarna         | 22          | 2   |
| 23 | Norge    | Gustav Wikheim              | Mittfältare | 18 mars 1993      | 182 cm | 2022                            | 2024-12-31    | Al-Fateh SC               | Strømsgodset IF           | 26          | 6   |
| 25 | Guinea   | Amadou Doumbouya            | Mittfältare | 12 oktober 2002   | 172 cm | 2022                            | 2026-12-31    | Diamonds of Guinea        | Diamonds of Guinea        | 8           | 0   |
| 10 | Sverige  | Joel Asoro                  | Anfallare   | 27 april 1999     | 175 cm | 2021                            | 2024-12-31    | Swansea City              | IFK Haninge               | 55          | 9   |
| 16 | Sverige  | Victor Edvardsen            | Anfallare   | 14 januari 1996   | 185 cm | 2022                            | 2025-12-31    | Degerfors IF              | IFK Göteborg              | 28          | 9   |
| 17 | Sverige  | Kalle Holmberg              | Anfallare   | 3 april 1993      | 185 cm | 2020                            | 2022-12-31    | IFK Norrköping            | Rynninge IK               | 68          | 13  |

| Nr | Nat     | Utlånade spelare under 2022                                                | Position    | Född              | Längd  | I DIF sedan          | Kontrakt till | Kom från          | Moderklubb        | Ligamatcher | Mål |
| -- | ------- | -------------------------------------------------------------------------- | ----------- | ----------------- | ------ | -------------------- | ------------- | ----------------- | ----------------- | ----------- | --- |
| 30 | Sverige | Tommi Vaiho (utlånad tom 31 december 2022)                                 | Målvakt     | 13 september 1988 | 188 cm | 2017 (och 2005-2012) | 2023-12-31    | Gais              | IF Brommapojkarna | 68          | 0   |
|    | Sverige | Jacob Une Larsson (utlånad tom 30 juni 2023)                               | Back        | 8 april 1994      | 181 cm | 2016                 | 2024-12-31    | IF Brommapojkarna | IF Brommapojkarna | 146         | 8   |
| 21 | Sverige | Axel Wallenborg (utlånad till 31 december 2022)                            | Back        | 17 december 2001  | 180 cm | 2021                 | 2024-12-31    | IF Brommapojkarna | IF Brommapojkarna | 0           | 0   |
| 24 | Kenya   | Frank Odhiambo (utlånad till 31 december 2022)                             | Back        | 29 oktober 2002   | 190 cm | 2022                 | 2026-12-31    | Gor Mahia FC      | Bongonaya FC      | 0           | 0   |
| 26 | Sverige | Linus Tagesson (utlånad till 31 december 2022 med dubbel speltillhörighet) | Back        | 11 februari 2002  | 178 cm | 2018                 | 2022-12-31    | Djurgården U19    | IFK Österåker     | 0           | 0   |
| 25 | Sverige | Mattias Mitku (utlånad till 31 december 2022)                              | Mittfältare | 20 juli 2001      | 177 cm | 2020*                | 2022-12-31    | Djurgården U19    | IFK Tumba         | 3           | 0   |

| Nr | Nat        | Spelare som lämnat under 2022                       | Position    | Född              | Längd  | I DIF sedan | Kontrakt till | Kom från       | Moderklubb       | Ligamatcher | Mål |
| -- | ---------- | --------------------------------------------------- | ----------- | ----------------- | ------ | ----------- | ------------- | -------------- | ---------------- | ----------- | --- |
| 14 | Zambia     | Edward Chilufya (såld 30 januari 2022)              | Mittfältare | 17 september 1999 | 171 cm | 2018        | 2022-12-31    | Mpande Youth   | Mpande Youth     | 62          | 11  |
| 24 | England    | Curtis Edwards (lämnade 13 februari 2022)           | Mittfältare | 12 januari 1994   | 183 cm | 2019*       | 2022-12-31    | Östersunds FK  | Middlesbrough FC | 44          | 4   |
| 29 | Sverige    | Adam Bergmark Wiberg (såld 22 juni 2022)            | Anfallare   | 7 maj 1997        | 182 cm | 2019        | 2022-12-31    | Gefle IF       | Djurgårdens IF   | 5           | 0   |
| 99 | Montenegro | Sead Hakšabanović (kontraktet gick ut 30 juni 2022) | Mittfältare | 4 maj 1999        | 174 cm | 2022        | 2022-06-30    | FC Rubin Kazan | Halmstads BK     | 11          | 2   |
|    | Norge      | PK Bråtveit (såld 4 juli 2022)                      | Målvakt     | 15 februari 1996  | 184 cm | 2019        | 2022-12-31    | FK Haugesund   | FK Haugesund     | 28          | 9   |
| 27 | Sverige    | Melker Jonsson (såld 26 juli 2022)                  | Back        | 10 juli 2002      | 186 cm | 2020*       | 2022-12-31    | Djurgården U19 | IFK Lidingö      | 3           | 0   |
| 22 | Norge      | Leo Cornic (såld 15 augusti 2022)                   | Back        | 2 januari 2001    | 178 cm | 2021        | 2024-12-31    | Grorud IL      | Vålerenga IF     | 12          | 0   |
| 18 | Sverige    | Isak Hien (såld 27 augusti 2022)                    | Back        | 13 januari 1999   | 191 cm | 2021        | 2023-12-31    | Vasalunds IF   | FC Djursholm     | 22          | 2   |
| 25 | Sverige    | Mattias Mitku (såld 22 september 2022)              | Mittfältare | 20 juli 2001      | 177 cm | 2020*       | 2022-12-31    | Djurgården U19 | IFK Tumba        | 3           | 0   |

Seriematcher & mål räknat efter 2022.
- = kom mitt under säsong

## Allsvenskan
| Omgång | Datum               | Motståndare     | H/B | Resultat | Målskyttar | Varningar                                                     | Domare              | Publik | Arena                | Position |
| ------ | ------------------- | --------------- | --- | -------- | --- | ------------------------------------------------------------- | ------------------- | ------ | -------------------- | -------- |
| 1      | Måndag 4 april      | Degerfors IF    | H   | 3-1      | Edvardsen (2) 53' (Radetinac), 88' (Asoro), Hakšabanović 11' (Hien)                                                       | Johansson 31', Schüller 86'                                   | Bojan Pandzic       | 20 074 | Tele2 Arena          | 2        |
| 2      | Söndag 10 april     | Mjällby AIF     | B   | 0-1      | | Radetinac 58'                                                 | Andreas Ekberg      | 3 504  | Strandvallen         | 8        |
| 3      | Lördag 16 april     | IFK Norrköping  | H   | 2-1      | Banda 68', Asoro 85' (Edvardsen)                                                                                          | Johansson 16', Eriksson 40', Edvardsen 63', Asoro 87'         | Kaspar Sjöberg      | 15 263 | Tele2 Arena          | 6        |
| 4      | Onsdag 20 april     | IFK Göteborg    | B   | 1-1      | Asoro 57' (Finndell) | Ekdal 64', Finndell 83', Wikheim 85'                          | Fredrik Klitte      | 16 170 | Gamla Ullevi         | 5        |
| 5      | Söndag 24 april     | AIK FF          | B   | 0-1      | | Johansson 37', Hien 78'                                       | Glenn Nyberg        | 41 407 | Friends Arena        | 8        |
| 6      | Lördag 30 april     | IK Sirius       | H   | 4-0      | Finndell 26', Hakšabanović 39' (nick) (Andersson), Radetinac 49' (Edvardsen), Edvardsen 57'                               |                                                               | Victor Wolf         | 15 779 | Tele2 Arena          | 7        |
| 16     | Torsdag 5 maj*      | Helsingborgs IF | H   | 2-2      | Självmål 32', Hien 90+2' (nick) (Eriksson)                                                                                |                                                               | Adam Ladebäck       | 14 500 | Tele2 Arena          | 1        |
| 7      | Måndag 9 maj        | IF Elfsborg     | B   | 0-0      | | Neurath Bengtsson 6', Hien 45', Schüller 75', Johansson 90+4' | Andreas Ekberg      | 7 862  | Borås Arena          | 8        |
| 8      | Måndag 16 maj       | Malmö FF        | H   | 4-0      | Självmål 15', Ekdal 33' (Eriksson), Hien 65' (Eriksson), Asoro 73' (Eriksson)                                             | Ekdal 19'                                                     | Mohammed Al-Hakim   | 20 550 | Tele2 Arena          | 5        |
| 9      | Söndag 22 maj       | Kalmar FF       | B   | 0-1      | | Finndell 90+4'                                                | Adam Ladebäck       | 7 518  | Guldfågeln Arena     | 7        |
| 10     | Söndag 29 maj       | Varbergs BoIS   | H   | 4-0      | Finndell (2) 10' (Edvardsen), 35', Schüller 67', Asoro78' (Hakšabanović)                                                  | Schüller 56'                                                  | Glenn Nyberg        | 15 648 | Tele2 Arena          | 5        |
| 11     | Söndag 26 juni      | GIF Sundsvall   | B   | 5-2      | Ekdal (nick) (Asoro) 13', Asoro 18' (Finndell), Radetinac 20' (Edvardsen), Edvardsen 37', Banda 72' (Eriksson).           | Asoro 18', Edvardsen 37', Andersson 46'.                      | Bojan Pandzic       | 5 352  | NP3 Arena            | 5        |
| 12     | Söndag 3 juli       | Hammarby IF FF  | H   | 1-0      | Wikheim 67' (Banda) |                                                               | Mohammed Al-Hakim   | 27 203 | Tele2 Arena          | 2        |
| 13     | Måndag 11 juli      | Helsingborgs IF | B   | 2-0      | Edvardsen 28' (Banda), Wikheim 61' (Edvardsen)                                                                            | Wikheim 90'                                                   | Granit Maqedonci    | 10 127 | Olympia              | 2        |
| 14     | Lördag 16 juli      | IFK Värnamo     | H   | 5-0      | Eriksson (2) 29' (Banda), 66' (Asoro), Radetinac (nick) 14' (Andersson), Banda 51' (Edvardsen), Edvardsen 90' (Andersson) |                                                               | Glenn Nyberg        | 16 143 | Tele2 Arena          | 2        |
| 15     | Söndag 24 juli      | BK Häcken       | B   | 2-1      | Banda 48' (Edvardsen), Andersson 62'                                                                                      | Finndell 31', Banda 90+4'                                     | Andreas Ekberg      | 6 316  | Bravida Arena        | 1        |
| 17     | Söndag 7 augusti    | IFK Värnamo     | B   | 0-0      | |                                                               | Mohammed Al-Hakim   | 4 790  | Finnvedsvallen       | 2        |
| 18     | Söndag 14 augusti   | Kalmar FF       | H   | 3-2      | Wikheim (2) 13' (Eriksson), 39' (Banda), Asoro 51' (Wikheim)                                                              | Wikheim 66', Doumbouya 90+2'                                  | Fredrik Klitte      | 17 107 | Tele2 Arena          | 2        |
| 19     | Lördag 20 augusti   | Varbergs BoIS   | B   | 2-2      | Sabovic 50' (Asoro), Radetinac 90+3' (Edvardsen)                                                                          | Finndell 19', Sabovic 51'                                     | Victor Wolf         | 3 548  | Varberg Energi Arena | 2        |
| 20     | Måndag 29 augusti   | IF Elfsborg     | H   | 2-1      | Ekdal 3' (nick) (Eriksson), Finndell 25' (nick) (Andersson)                                                               | Andersson 22', Radetinac 75', Danielson 87'                   | Bojan Pandzic       | 16 113 | Tele2 Arena          | 2        |
| 21     | Söndag 4 september  | IK Sirius       | B   | 1-0      | Wikheim 25' (Edvardsen)                                                                                                   | Schüller 33', Edvardsen 36', Johansson 56', Löfgren 90+8'     | Kristoffer Karlsson | 9 530  | Studenternas IP      | 2        |
| 22     | Söndag 11 september | Hammarby IF FF  | B   | 0-0      | |                                                               | Mohammed Al-Hakim   | 27 987 | Tele2 Arena          | 2        |
| 23     | Söndag 18 september | IFK Göteborg    | H   | 3-0      | Edvardsen (3) 29' (Eriksson), 36' (straff), 68' (straff)                                                                  | Eriksson 45'                                                  | Joakim Östling      | 21 735 | Tele2 Arena          | 1        |
| 24     | Lördag 1 oktober    | Degerfors IF    | B   | 0-3      | | Wikheim 71', Sabovic 89', Andersson 90+2'                     | Bojan Pandzic       | 5 880  | Stora Valla          | 1        |
| 25     | Söndag 9 oktober    | BK Häcken       | H   | 0-1      | | Edvardsen 44'                                                 | Glenn Nyberg        | 26 274 | Tele2 Arena          | 2        |
| 26     | Söndag 16 oktober   | AIK FF          | H   | 1-2      | Holmberg 90+3' (nick) (Eriksson)                                                                                          | Löfgren 4'                                                    | Andreas Ekberg      | 26 702 | Tele2 Arena          | 3        |
| 27     | Torsdag 20 oktober  | Malmö FF        | B   | 3-2      | Andersson 51' (Asoro), Holmberg 61', Danielson 90+1' (straff)                                                             | Johansson 90+7'                                               | Fredrik Klitte      | 16 703 | Eleda Stadion        | 2        |
| 28     | Måndag 24 oktober   | GIF Sundsvall   | H   | 4-0      | Wikheim 5' (nick) (Schüller), Finndell 15' (Andersson), Självmål 45', Eriksson 90+1' (Radetinac)                          | Finndell 51'                                                  | Granit Maqedonci    | 15 292 | Tele2 Arena          | 2        |
| 29     | Måndag 31 oktober   | IFK Norrköping  | B   | 1-0      | Radetinac 90+6' | Johansson 86'                                                 | Victor Wolf         | 11 622 | Platinumcars Arena   | 2        |
| 30     | Söndag 6 november   | Mjällby AIF     | H   | 0-1      | | Andersson 66'                                                 | Adam Ladebäck       | 25 426 | Tele2 Arena          | 2        |

- = Flyttad på grund av Europaspel

## Europaspel

### Kval tillUefa Conference League 2022/2023
| Omgång                 | Datum                   | Motståndare | H/B | Resultat | Målskyttar                                                              | Varningar                                                                                    | Domare                    | Publik | Arena           |
| ---------------------- | ----------------------- | ----------- | --- | -------- | ----------------------------------------------------------------------- | -------------------------------------------------------------------------------------------- | ------------------------- | ------ | --------------- |
| Kvalomgång 2 match 1/2 | Torsdag 21 juli 2022    | HNK Rijeka  | B   | 2-1      | Finndell 38' (Edvardsen), Edvardsen 54' (Asoro)                         | Hien 80', Andersson 90+3'                                                                    | Christian-Petru Ciochirca | 6 473  | Rujevicastadion |
| Kvalomgång 2 match 2/2 | Torsdag 28 juli 2022    | HNK Rijeka  | H   | 2-0      | Hien 55' (Ekdal), Banda 84' (Radetinac)                                 | Asoro 29', Schüller 67', Edvardsen 75', Radetinac 90+6'                                      | Snir Levy                 | 18 605 | Tele2 Arena     |
| Kvalomgång 3 match 1/2 | Torsdag 4 augusti 2022  | Sepsi OSK   | B   | 3-1      | Asoro (2) 31' (Johansson), 54' (Hien), Edvardsen (straff) 26'           | Finndell 37', Vasjutin 85', Widell Zetterström 90+4'                                         | Paweł Raczkowski          | 7 500  | Sepsi Arena     |
| Kvalomgång 3 match 2/2 | Torsdag 11 augusti 2022 | Sepsi OSK   | H   | 3-1      | Asoro (2) 23' (Eriksson), 71', Finndell 12' (Johansson)                 | Edvardsen 1', Danielson 89'                                                                  | Sascha Stegemann          | 19 280 | Tele2 Arena     |
| Playoff match 1/2      | Onsdag 17 augusti 2022  | APOEL FC    | H   | 3-0      | Edvardsen 9' (Radetinac), Ekdal 54' (Finndell), Wikheim 65' (Andersson) | Schüller (2) 45', 71' (rött), Radetinac 76' Widell Zetterström 84', Andersson 85', Ekdal 88' | Juxhin Xhaja              | 19 122 | Tele2 Arena     |
| Playoff match 2/2      | Tisdag 23 augusti 2022  | APOEL FC    | B   | 2-3      | Andersson 68' (Wikheim), Asoro 90+1' (Widell Zetterström)               | Edvardsen 31', Sabovic 55', Asoro 90+1', Eriksson 90+6'                                      | Roi Reinshreiber          | 12 824 | GSP Stadium     |

### Grupp FiUefa Conference League 2022/2023
| Pl | Lag                | M | V | O | F | Mål  | +/- | Po |
| -- | ------------------ | - | - | - | - | ---- | --- | -- |
| 1  | Djurgårdens IF     | 6 | 5 | 1 | 0 | 12-6 | +6  | 16 |
| 2  | KAA Gent           | 6 | 2 | 2 | 2 | 10-6 | +4  | 8  |
| 3  | Molde FK           | 6 | 2 | 1 | 3 | 9-10 | -1  | 7  |
| 4  | Shamrock Rovers FC | 6 | 0 | 2 | 4 | 1-10 | -9  | 2  |

| Datum                     | Motståndare        | H/B | Resultat | Målskyttar                                                                                     | Varningar                                | Domare                 | Publik | Arena            | Position |
| ------------------------- | ------------------ | --- | -------- | ---------------------------------------------------------------------------------------------- | ---------------------------------------- | ---------------------- | ------ | ---------------- | -------- |
| Torsdag 8 september 2022  | Shamrock Rovers FC | B   | 0-0      |                                                                                                | Schüller 81'                             | Ivar Orri Kristjansson | 6 330  | Tallaght Stadium | 1        |
| Torsdag 15 september 2022 | Molde FK           | H   | 3-2      | Doumbouya 50' (nick) (Banda), Banda 58' (Eriksson), Asoro 90+1'                                | Edvardsen 40', Asoro 90+2'               | Gergo Bogár            | 17 518 | Tele2 Arena      | 2        |
| Torsdag 6 oktober 2022    | KAA Gent           | B   | 1-0      | Danielson 38' (nick) (Eriksson)                                                                | Finndell 67', Asoro 73', Edvardsen 90+4' | Aleksei Kulbakov       | 10 896 | Ghelamco Arena   | 1        |
| Torsdag 13 oktober 2022   | KAA Gent           | H   | 4-2      | Wikheim (2) 42' (Eriksson), 46' (Asoro), Holmberg 21' (Wikheim), Banda 45+4' (nick) (Eriksson) | Johansson 37'                            | Manfredas Lukjančukas  | 16 822 | Tele2 Arena      | 1        |
| Torsdag 27 oktober 2022   | Molde FK           | B   | 3-2      | Edvardsen 44' (Wikheim), Asoro 67' (nick) (Bengtsson), Radetinac 77' (Asoro)                   | Schüller 58'                             | Urs Schnyder           | 5 545  | Aker Stadion     | 1        |
| Torsdag 3 november 2022   | Shamrock Rovers FC | H   | 1-0      | Eriksson 19' (Holmberg)                                                                        | Schüller 88', Ademi 90+1'                | Nicholas Walsh         | 16 726 | Tele2 Arena      | 1        |

### Slutspel iUefa Conference League 2022/2023
| Omgång                   | Datum                | Motståndare     | H/B | Resultat | Målskyttar | Varningar                                                      | Domare             | Publik | Arena           |
| ------------------------ | -------------------- | --------------- | --- | -------- | ---------- | -------------------------------------------------------------- | ------------------ | ------ | --------------- |
| Åttondelsfinal match 1/2 | Torsdag 9 mars 2023  | KKS Lech Poznań | B   | 0-2      |            | Moros Gracia 49', Edvardsen 90+1'                              | Stéphanie Frappart | 40 222 | Stadion Miejski |
| Åttondelsfinal match 2/2 | Torsdag 16 mars 2023 | KKS Lech Poznań | H   | 0-3      |            | Radetinac 9', Danielson 44' (rött), Andersson 73', Sabovic 87' | Duje Strukan       | 25 500 | Tele2 Arena     |

## Svenska cupen
| Omgång      | Datum                    | Motståndare         | H/B | Resultat         | Målskyttar | Varningar                                                          | Domare            | Publik | Arena         |
| ----------- | ------------------------ | ------------------- | --- | ---------------- | --- | ------------------------------------------------------------------ | ----------------- | ------ | ------------- |
| 2           | Torsdag 1 september 2022 | Örebro Syrianska IF | B   | 3-0              | Garcia Tsotidis 34', Sabovic 78' (straff), Andersson 82' (straff)                                                              |                                                                    | Fredrik Alknäs    | 2 235  | Behrn Arena   |
| Gruppspel   | Måndag 20 februari 2023  | Landskrona BoIS     | H   | 6-1              | Wikheim 12' (Edvardsen), Andersson 27' (Edvardsen), Asoro 45+2' (Wikheim), Berg 49' (Eriksson), Sabovic 79', L. Bergvall 90+2' |                                                                    | Adam Ladebäck     | 8 762  | Tele2 Arena   |
| Gruppspel   | Söndag 26 februari 2023  | Örebro SK           | B   | 2-1              | Wikheim 7' (Asoro), Johansson 90+1' (Berg)                                                                                     |                                                                    | Mohammed Al-Hakim | 3 604  | Behrn Arena   |
| Gruppspel   | Lördag 4 mars 2023       | IF Brommapojkarna   | H   | 2-1              | Eriksson (2) 39' (Wikheim), 44' (Asoro)                                                                                        | Johansson 54', Edvardsen 72'                                       | Joakim Östling    | 10 174 | Tele2 Arena   |
| Kvartsfinal | Måndag 13 mars 2023      | Malmö FF            | H   | 2-2, 7-5 (e str) | Andersson 86' (Johansson), Finndell 120' (Edvardsen). Straffmålskyttar: Danielson, Berg, Asoro, Löfgren, Sabovic               | Asoro 84', Edvardsen 84', Finndell 98', Sabovic 107', Löfgren 109' | Adam Ladebäck     | 13 752 | Tele2 Arena   |
| Semifinal   | Söndag 19 mars 2023      | BK Häcken           | B   | 0-3              | | Wikheim 41'                                                        | Glenn Nyberg      | 4 168  | Bravida Arena |

| Omgång      | Datum                   | Motståndare       | H/B | Resultat | Målskyttar                                                                                            | Varningar                             | Domare            | Publik | Arena            |
| ----------- | ----------------------- | ----------------- | --- | -------- | --- | ------------------------------------- | ----------------- | ------ | ---------------- |
| 2           | Onsdag 18 augusti 2021  | Karlslunds IF     | B   | 4-0      | Ademi (2) 17' (Eriksson), 59' (nick) (Banda), Ekdal (2) 21' (nick) (Eriksson), 40' (nick) (Radetinac) |                                       | Jovan Krsmanovic  | 600    | Karlslund Arena  |
| Gruppspel   | Måndag 21 februari 2022 | IK Brage          | H   | 1-0      | Edvardsen 77' (Holmberg)                                                                              |                                       | Mohammed Al-Hakim | 6 559  | Tele2 Arena      |
| Gruppspel   | Söndag 27 februari 2022 | IF Brommapojkarna | B   | 3-0      | Edvardsen 1' (Holmberg), Självmål 41', Schüller 45+2' (Holmberg)                                      | Ekdal 31, Eriksson 45', Edvardsen 71' | Joakim Östling    | 1 536  | Grimsta IP       |
| Gruppspel   | Lördag 5 mars 2022      | Halmstads BK      | H   | 1-1      | Johansson 63' (Eriksson)                                                                              | Edvardsen 68'                         | Victor Wolf       | 7 097  | Tele2 Arena      |
| Kvartsfinal | Lördag 12 mars 2022     | Kalmar FF         | B   | 2-0      | Radetinac 31' (nick) (Johansson), Johansson 36'                                                       | Finndell 65', Johansson 73'           | Kaspar Sjöberg    | 2 816  | Guldfågeln Arena |
| Semifinal   | Söndag 20 mars 2022     | Malmö FF          | H   | 0-1      | | Banda 53', Finndell 84'               | Mohammed Al-Hakim | 16 511 | Tele2 Arena      |

## Träningsmatcher
| Datum              | Motståndare   | H/B | Resultat | Målskyttar                                                                         | Varningar | Domare       | Publik | Arena                             |
| ------------------ | ------------- | --- | -------- | ---------------------------------------------------------------------------------- | --------- | ------------ | ------ | --------------------------------- |
| Lördag 22 januari  | Västerås SK   | H   | 3-0      | Ademi 35' (nick) (Ekdal), Banda 77' (Radetinac) och Holmberg 82' (Radetinac)       |           |              |        | Tele2 Arena                       |
| Lördag 29 januari  | FK Metta      | H   | 3-1      | Radetinac 31' (nick) (Neurath Bengtsson), Ademi 58' (Eriksson), Banda 90' (Cornic) |           |              |        | Tele2 Arena                       |
| Fredag 4 februari  | Rosenborg BK  | B   | 2-1      | Edvardsen 31' (Ademi), Ekdal 33' (nick) (Neurath Bengtsson)                        |           |              |        | Ciudad deportiva de Barranco Seco |
| Lördag 12 februari | Lillestrøm SK | H   | 1-0      | Radetinac 45+2' (Wikheim)                                                          |           | Glenn Nyberg | 3 307  | Tele2 Arena                       |
| Söndag 27 mars     | FC Honka      | H   | 0-2      |                                                                                    |           | Glenn Nyberg |        | Tele2 Arena                       |
| Fredag 17 juni     | IK Sirius     | B   | 3-3      | Andersson 14' (frispark), Finndell 26' (Edvardsen), Asoro 40'                      |           |              |        | Norrtälje Sportcentrum            |

## Statistik
| Spelare                    | Allsvenskan | Allsvenskan | Allsvenskan | Allsvenskan | Svenska cupen | Svenska cupen | Svenska cupen | Svenska cupen | Conference League | Conference League | Conference League | Conference League | Totalt | Totalt | Totalt | Totalt |
| Spelare                    | Mat         | Mål         | Ass         | Poäng       | Mat           | Mål           | Ass           | Poäng         | Mat               | Mål               | Ass               | Poäng             | Mat    | Mål    | Ass    | Poäng  |
| -------------------------- | ----------- | ----------- | ----------- | ----------- | ------------- | ------------- | ------------- | ------------- | ----------------- | ----------------- | ----------------- | ----------------- | ------ | ------ | ------ | ------ |
| Victor Edvardsen           | 28          | 9           | 9           | 18          | 6             | 2             | 0             | 2             | 12                | 4                 | 1                 | 5                 | 46     | 15     | 10     | 25     |
| Joel Asoro                 | 29          | 6           | 5           | 11          | 4             | 0             | 0             | 0             | 12                | 7                 | 3                 | 10                | 45     | 13     | 8      | 21     |
| Magnus Eriksson            | 29          | 3           | 9           | 12          | 5             | 0             | 1             | 1             | 12                | 1                 | 5                 | 6                 | 46     | 4      | 15     | 19     |
| Gustav Wikheim             | 26          | 6           | 1           | 7           | 3             | 0             | 0             | 0             | 11                | 3                 | 3                 | 6                 | 40     | 9      | 4      | 13     |
| Emmanuel Banda             | 27          | 4           | 4           | 8           | 3             | 0             | 0             | 0             | 12                | 3                 | 1                 | 4                 | 42     | 7      | 5      | 12     |
| Haris Radetinac            | 29          | 5           | 2           | 7           | 6             | 1             | 0             | 1             | 12                | 1                 | 2                 | 3                 | 47     | 7      | 4      | 11     |
| Elias Andersson            | 25          | 2           | 6           | 8           | 3             | 1             | 0             | 1             | 10                | 1                 | 0                 | 1                 | 38     | 4      | 6      | 10     |
| Hampus Finndell            | 27          | 5           | 2           | 7           | 6             | 0             | 0             | 0             | 11                | 2                 | 1                 | 3                 | 44     | 7      | 3      | 10     |
| Kalle Holmberg             | 14          | 2           | 0           | 2           | 5             | 0             | 3             | 3             | 3                 | 1                 | 1                 | 2                 | 22     | 3      | 4      | 7      |
| Hjalmar Ekdal              | 24          | 3           | 0           | 3           | 6             | 0             | 0             | 0             | 11                | 1                 | 1                 | 2                 | 41     | 4      | 1      | 5      |
| Isak Hien                  | 17          | 2           | 1           | 3           | 4             | 0             | 0             | 0             | 6                 | 1                 | 1                 | 2                 | 27     | 3      | 2      | 5      |
| Piotr Johansson            | 28          | 0           | 0           | 0           | 6             | 2             | 1             | 3             | 12                | 0                 | 2                 | 2                 | 46     | 2      | 3      | 5      |
| Sead Hakšabanović          | 11          | 2           | 2           | 4           | 0             | 0             | 0             | 0             | 0                 | 0                 | 0                 | 0                 | 11     | 2      | 2      | 4      |
| Självmål                   |             | 3           |             | 3           |               | 1             |               | 1             |                   |                   |                   |                   |        | 4      |        | 4      |
| Rasmus Schüller            | 23          | 1           | 1           | 2           | 5             | 1             | 0             | 1             | 10                | 0                 | 0                 | 0                 | 38     | 2      | 1      | 3      |
| Besard Sabovic             | 12          | 1           | 0           | 1           | 1             | 1             | 0             | 1             | 7                 | 0                 | 0                 | 0                 | 20     | 2      | 0      | 2      |
| Marcus Danielson           | 13          | 1           | 0           | 1           | 1             | 0             | 0             | 0             | 10                | 1                 | 0                 | 1                 | 24     | 2      | 0      | 2      |
| Alexandros Garcia Tsotidis | 1           | 0           | 0           | 0           | 1             | 1             | 0             | 1             | 0                 | 0                 | 0                 | 0                 | 2      | 1      | 0      | 1      |
| Amadou Doumbouya           | 8           | 0           | 0           | 0           | 1             | 0             | 0             | 0             | 4                 | 1                 | 0                 | 1                 | 13     | 1      | 0      | 1      |
| Pierre Neurath Bengtsson   | 17          | 0           | 0           | 0           | 6             | 0             | 0             | 0             | 8                 | 0                 | 1                 | 1                 | 31     | 0      | 1      | 1      |
| Jacob Widell Zetterström   | 28          | 0           | 0           | 0           | 4             | 0             | 0             | 0             | 9                 | 0                 | 1                 | 1                 | 41     | 0      | 1      | 1      |
| Jesper Löfgren             | 21          | 0           | 0           | 0           | 3             | 0             | 0             | 0             | 7                 | 0                 | 0                 | 0                 | 31     | 0      | 0      | 0      |
| Albion Ademi               | 3           | 0           | 0           | 0           | 3             | 0             | 0             | 0             | 2                 | 0                 | 0                 | 0                 | 8      | 0      | 0      | 0      |
| Aleksandr Vasjutin         | 2           | 0           | 0           | 0           | 2             | 0             | 0             | 0             | 3                 | 0                 | 0                 | 0                 | 7      | 0      | 0      | 0      |
| Leo Cornic                 | 5           | 0           | 0           | 0           | 0             | 0             | 0             | 0             | 0                 | 0                 | 0                 | 0                 | 5      | 0      | 0      | 0      |
| Elliot Käck                | 2           | 0           | 0           | 0           | 1             | 0             | 0             | 0             | 0                 | 0                 | 0                 | 0                 | 3      | 0      | 0      | 0      |
| Melker Jonsson             | 1           | 0           | 0           | 0           | 2             | 0             | 0             | 0             | 0                 | 0                 | 0                 | 0                 | 3      | 0      | 0      | 0      |
| Isak Alemayehu Mulugeta    | 1           | 0           | 0           | 0           | 0             | 0             | 0             | 0             | 0                 | 0                 | 0                 | 0                 | 1      | 0      | 0      | 0      |

### Avser Allsvenskan

#### Mål
1. Victor Edvardsen, 9 (2 straff)
2. Joel Asoro, 6
3. Gustav Wikheim, 6 (1 nickmål)
4. Hampus Finndell, 5 (1 nickmål)
5. Haris Radetinac, 5
6. Emmanuel Banda, 4
7. Hjalmar Ekdal, 3 (2 nickmål)
8. Magnus Eriksson, 3
9. Självmål, 3
10. Sead Hakšabanović, 2 (1 nickmål)
11. Isak Hien, 2 (1 nickmål)
12. Elias Andersson, 2
13. Kalle Holmberg, 2 (1 nickmål)
14. Rasmus Schüller, 1
15. Haris Radetinac, 1 (1 nickmål)
16. Marcus Danielson 1 (1 straff)

#### Assist
1. Victor Edvardsen, 9
2. Magnus Eriksson, 9
3. Joel Asoro, 5
4. Elias Andersson, 5
5. Emmanuel Banda, 4
6. Hampus Finndell, 2
7. Haris Radetinac, 2
8. Isak Hien, 1
9. Sead Hakšabanović, 1
10. Gustav Wikheim, 1
11. Rasmus Schüller, 1

#### Varningar
1. Piotr Johansson, 7
2. Hampus Finndell, 5
3. Rasmus Schüller, 4
4. Gustav Wikheim, 4
5. Victor Edvardsen, 4
6. Elias Andersson, 4
7. Isak Hien, 2
8. Hjalmar Ekdal, 2
9. Joel Asoro, 2
10. Haris Radetinac, 2
11. Magnus Eriksson, 2
12. Besard Sabovic, 2
13. Jesper Löfgren, 2
14. Pierre Neurath Bengtsson, 1
15. Emmanuel Banda, 1
16. Amadou Doumbouya, 1
17. Marcus Danielson, 1

### Avser Conference League 2022/2023

#### Mål
1. Joel Asoro, 7 (1 nickmål)
2. Victor Edvardsen, 4 (1 straff)
3. Gustav Wikheim, 3
4. Emmanuel Banda, 3 (1 nickmål)
5. Hampus Finndell, 2
6. Isak Hien, 1
7. Hjalmar Ekdal, 1
8. Elias Andersson, 1
9. Amadou Doumbouya, 1 (1 nickmål)
10. Marcus Danielson, 1 (1 nickmål)
11. Kalle Holmberg, 1
12. Haris Radetinac, 1
13. Magnus Eriksson, 1

#### Assist
1. Magnus Eriksson, 5
2. Joel Asoro, 3
3. Gustav Wikheim, 3
4. Piotr Johansson, 2
5. Haris Radetinac, 2
6. Hjalmar Ekdal, 1
7. Victor Edvardsen, 1
8. Isak Hien, 1
9. Hampus Finndell, 1
10. Elias Andersson, 1
11. Jacob Widell Zetterström, 1
12. Emmanuel Banda, 1
13. Pierre Bengtsson, 1
14. Kalle Holmberg, 1

#### Varningar
1. Rasmus Schüller, 6 (1 rött)
2. Victor Edvardsen, 5
3. Joel Asoro, 4
4. Haris Radetinac, 2
5. Jacob Widell Zetterström, 2
6. Elias Andersson, 2
7. Hampus Finndell, 2
8. Isak Hien, 1
9. Aleksandr Vasjutin, 1
10. Marcus Danielson, 1
11. Hjalmar Ekdal, 1
12. Besard Sabovic, 1
13. Magnus Eriksson, 1
14. Piotr Johansson, 1
15. Albion Ademi, 1

### Avser Svenska cupen 2022/2023
Mål
1. Alexandros Garcia Tsotidis, 1
2. Besard Sabovic, 1 (1 straff)
3. Elias Andersson, 1 (1 straff)

### Avser Svenska cupen 2021/2022

#### Mål
1. Albion Ademi, 2 (1 nickmål)
2. Hjalmar Ekdal, 2 (2 nickmål)
3. Victor Edvardsen, 2
4. Piotr Johansson, 2
5. Rasmus Schüller, 1
6. Haris Radetinac, 1 (1 nickmål)
7. Självmål, 1

#### Assist
1. Karl Holmberg, 3
2. Magnus Eriksson, 3
3. Emmanuel Banda, 1
4. Haris Radetinac, 1
5. Piotr Johansson, 1

### Varningar
1. Victor Edvardsen, 2
2. Hampus Finndell, 2
3. Hjalmar Ekdal, 1
4. Magnus Eriksson, 1
5. Piotr Johansson, 1
6. Emmanuel Banda, 1

### Avser träningsmatcher

#### Mål
1. Albion Ademi, 2 (1 nickmål)
2. Emmanuel Banda, 2
3. Haris Radetinac, 2 (1 nickmål)
4. Karl Holmberg, 1
5. Victor Edvardsen, 1
6. Hjalmar Ekdal, 1 (1 nickmål)
7. Elias Andersson, 1 (1 frispark)
8. Hampus Finndell, 1
9. Joel Asoro, 1

#### Assist
1. Haris Radetinac, 2
2. Pierre Neurath Bengtsson, 2
3. Hjalmar Ekdal, 1
4. Magnus Eriksson, 1
5. Leo Cornic, 1
6. Albion Ademi, 1
7. Gustav Wikheim, 1
8. Victor Edvardsen, 1

## Truppförändringar

### Spelare/ledare in
Efter Allsvenskan 2021 och inför/under säsongen 2022:
| Datum                         | Nr | Namn                     | Från                      | Position    | Kommentar                                            | Länk                      |
| ----------------------------- | -- | ------------------------ | ------------------------- | ----------- | ---------------------------------------------------- | ------------------------- |
| Onsdag 15 december 2021       | 40 | André Picornell          | IF Brommapojkarna         | Målvakt     | Köp, 2-årigt ungdomskontrakt (tom 31 december 2023). | dif.se                    |
| Onsdag 29 december 2021 18:00 | 2  | Piotr Johansson          | Kalmar FF                 | Back        | Bosman, 4-årskontrakt (tom 31 december 2025).        | dif.se & kalmarff.se      |
| Fredag 7 januari 2022 19:00   | 16 | Victor Edvardsen         | Degerfors IF              | Anfallare   | Köp, 4-årskontrakt (tom 31 december 2025).           | dif.se & degerforsif.se   |
| Måndag 10 januari 2022 19:00  | 15 | Aleksandr Vasjutin       | FK Zenit Sankt Petersburg | Målvakt     | Lån, 1-årskontrakt (tom 31 december 2022).           | dif.se & fc-zenit.ru      |
| Onsdag 19 januari 2022 20:00  | 24 | Frank Odhiambo           | Gor Mahia FC              | Back        | Köp, 5-årskontrakt (tom 31 december 2026).           | dif.se & gormahiafc.co.ke |
| Söndag 23 januari 2022 19:00  | 19 | Pierre Neurath Bengtsson | FC Köpenhamn              | Back        | Köp, 2-årskontrakt (tom 31 december 2023).           | dif.se & fck.dk           |
| Onsdag 26 januari 2022 21:00  | 23 | Gustav Wikheim           | Al-Fateh SC               | Mittfältare | Bosman, 3-årskontrakt (tom 31 december 2024).        | dif.se                    |
| Tisdag 15 mars 2022 22:00     | 99 | Sead Hakšabanović        | FC Rubin Kazan            | Mittfältare | Lån, halvårskontrakt (tom 30 juni 2022).             | dif.se                    |
| Torsdag 31 mars 2022 22:10    | 25 | Amadou Doumbouya         | Diamonds of Guinea        | Mittfältare | Köp, 5-årskontrakt (tom 31 december 2026).           | dif.se                    |
| Måndag 18 juli 2022 19:00     | 33 | Marcus Danielson         | Dalian Professional       | Back        | Bosman, 3½-årskontrakt (tom 31 december 2025).       | dif.se                    |
| Onsdag 10 augusti 2022 18:00  | 14 | Besard Sabovic           | FK Chimki                 | Mittfältare | Bosman, 2½-årskontrakt (tom 31 december 2024).       | dif.se & fckhimki.com     |

### Spelare/ledare ut
Efter Allsvenskan 2021 och inför/under säsongen 2022:
| Datum                     | Nr | Namn                 | Till                      | Position    | Kommentar | Länk                         |
| ------------------------- | -- | -------------------- | ------------------------- | ----------- | --- | ---------------------------- |
| Tisdag 7 december 2021    | 15 | Aleksandr Vasjutin   | FK Zenit Sankt Petersburg | Målvakt     | Låneavtalet går ut. | fotbollskanalen.se           |
| Tisdag 21 december 2021   | 29 | Peter McGregor       | Duhaney Park FC           | Anfallare   | Kontraktet går ut och förlängs ej. | dif.se                       |
| Tisdag 28 december 2021   | 2  | Jesper Nyholm        | Muangthong United FC      | Back        | Kontraktet går ut och förlängs ej. | dif.se & mtutd.com           |
| Torsdag 30 december 2021  | 20 | Emir Kujović         | Oklart                    | Anfallare   | Kontraktet går ut och förlängs ej. | dif.se                       |
| Onsdag 12 januari 2022    | 19 | Nicklas Bärkroth     | Örgryte IS                | Mittfältare | Kontraktet går ut och förlängs ej. Skrev på för 2+1 år med Örgryte 1 mars 2022.                                                          | dif.se & oisfotboll.se       |
| Tisdag 25 januari 2022    | 4  | Jacob Une Larsson    | Panetolikos FC            | Back        | Lånas ut tom 30 juni 2023 med köpoption.                                                                                                 | dif.se & panetolikos.gr      |
| Söndag 30 januari 2022    | 14 | Edward Chilufya      | FC Midtjylland            | Mittfältare | Försäljning, 5-årskontrakt med nya klubben (tom 31 december 2026).                                                                       | dif.se & fcm.dk              |
| Torsdag 10 februari 2022  | 30 | Tommi Vaiho          | IK Sirius                 | Målvakt     | Lånas ut tom 15 juli 2022. | dif.se & siriusfotboll.se    |
| Söndag 13 februari 2022   | 24 | Curtis Edwards       | Stabaek IF                | Mittfältare | Kontraktet avslutas i förtid, skrev samma dag på ett 2-årskontrakt med nya klubben.                                                      | dif.se & stabak.no           |
| Onsdag 2 mars 2022        | 25 | Mattias Mitku        | IF Karlstad               | Mittfältare | Lånas ut tom 31 december 2022. | dif.se & karlstadfotboll.com |
| Fredag 25 mars 2022       | 11 | Albion Ademi         | FC Lahti                  | Mittfältare | Lånas ut tom 15 juli 2022. | dif.se & fclahti.fi          |
| Torsdag 31 mars 2022      | 29 | Adam Bergmark Wiberg | Östers IF                 | Anfallare   | Lånas ut tom 1 augusti 2022 med köpoption.                                                                                               | dif.se & ostersif.se         |
| Fredag 1 april 2022       | 26 | Linus Tagesson       | Täby FK                   | Back        | Lånas ut tom 31 december 2022 med dubbel speltillhörighet.                                                                               | dif.se & svenskalag.se       |
| Fredag 1 april 2022       | 21 | Axel Wallenborg      | IFK Haninge               | Back        | Lånas ut tom 31 december 2022 med dubbel speltillhörighet.                                                                               | dif.se                       |
| Torsdag 16 juni 2022      | 27 | Melker Jonsson       | Landskrona BoIS           | Back        | Lånas ut tom 31 december 2022 med dubbel speltillhörighet.                                                                               | dif.se & landskronabois.se   |
| Måndag 20 juni 2022       | 30 | Tommi Vaiho          | IK Sirius                 | Målvakt     | Lånas förlängs tom 31 december 2022. | dif.se & siriusfotboll.se    |
| Onsdag 22 juni 2022       | 29 | Adam Bergmark Wiberg | Östers IF                 | Anfallare   | Utnyttjar köpoptionen, 2½-årskontrakt med nya klubben (tom 31 december 2024).                                                            | dif.se & ostersif.se         |
| Torsdag 30 juni 2022      | 99 | Sead Hakšabanović    | FC Rubin Kazan            | Mittfältare | Låneavtalet går ut. |                              |
| Måndag 4 juli 2022        |    | PK Bråtveit          | Vålerenga IF              | Målvakt     | Försäljning, Kontrakt året ut med nya klubben (tom 31 december 2022).                                                                    | dif.se & vif-fotball.no      |
| Fredag 8 juli 2022        | 21 | Axel Wallenborg      | IF Brommapojkarna         | Back        | Lämnar lånet i IFK Haninge och lånas ut from 15 juli tom 31 december 2022.                                                               | dif.se & bpfotboll.se        |
| Tisdag 26 juli 2022       | 27 | Melker Jonsson       | Landskrona BoIS           | Back        | Försäljning, 3½-årskontrakt med nya klubben (tom 31 december 2025).                                                                      | dif.se & landskronabois.se   |
| Torsdag 11 augusti 2022   | 24 | Frank Odhiambo       | IFK Haninge               | Back        | Lånas ut tom 31 december 2022. | dif.se                       |
| Måndag 15 augusti 2022    | 22 | Leo Cornic           | Rosenborg BK              | Back        | Försäljning, 4½-årskontrakt med nya klubben (tom 31 december 2026).                                                                      | dif.se & rbk.no              |
| Lördag 27 augusti 2022    | 18 | Isak Hien            | Hellas Verona FC          | Back        | Försäljning, 4-årskontrakt med nya klubben (tom 30 juni 2026).                                                                           | dif.se & hellasverona.it     |
| Torsdag 22 september 2022 | 25 | Mattias Mitku        | AFC Eskilstuna            | Mittfältare | Försäljning, 4-årskontrakt med nya klubben (tom 31 december 2026) from 1 januari 2023. Fortsätter vara utlånad till IF Karlstad året ut. | dif.se & afc-eskilstuna.se   |

### Förlängda kontrakt
Efter Allsvenskan 2021 och inför/under säsongen 2022:
| Datum                          | Nr | Namn                     | Position    | Kommentar                             | Länk   |
| ------------------------------ | -- | ------------------------ | ----------- | ------------------------------------- | ------ |
| Torsdag 30 december 2021 16:00 | 35 | Jacob Widell Zetterström | Målvakt     | 4-årskontrakt (tom 31 december 2025). | dif.se |
| Lördag 8 januari 2022 18:00    | 6  | Rasmus Schüller          | Mittfältare | 4-årskontrakt (tom 31 december 2025). | dif.se |
| Söndag 9 januari 2022 18:00    | 7  | Magnus Eriksson          | Mittfältare | 4-årskontrakt (tom 31 december 2025). | dif.se |

### Tröjnummerförändringar
| Datum                  | Namn                 | Från | Till | Kommentar | Länk        |
| ---------------------- | -------------------- | ---- | ---- | --------- | ----------- |
| Fredag 8 januari 2022  | Jesper Löfgren       | 16   | 23   |           | twitter.com |
| Onsdag 26 januari 2022 | Jesper Löfgren       | 23   | 4    |           | dif.se      |
|                        | Axel Wallenborg      | 31   | 21   |           | dif.se      |
|                        | Adam Bergmark Wiberg | 28   | 29   |           | dif.se      |

## Föreningen

### Ledare[2]
- Sportchef:  Bosse Andersson
- Huvudtränare:  Kim Bergstrand,  Thomas Lagerlöf
- Assisterande tränare/U21:  Hugo Berggren
- Målvaktstränare:  Nikos Gkoulios
- Lagledare:  Daniel Granqvist
- Fysansvarig:  Viktor Helander
- Naprapat:  Karl Barrling,  David Ed Söderström
- Fystränare och legitimerad sjukgymnast/fysioterapeut:  Jens Ericsson
- Läkare (ortoped):  Håkan Nyberg
- Läkare (kardiolog):  Bengt Sparrelid
- Läkare (allmänläkare):  Johan Bergling
- Materialare:  Patrik Eklöf

### Spelartröjor
- Tillverkare: Adidas
- Huvudsponsor: Prioritet Finans
- Hemmatröja: Blårandig
- Bortatröja: Mörkblå
- Tredjetröja: Vit/ljusblå
- Spelarnamn: Ja